# Turó de Mas de Gínjol
El Turó de Mas de Gínjol és una muntanya de 605 metres que es troba al municipi de Valls, a la comarca catalana de l'Alt Camp.